# دیوید گارلند (بازیکن فوتبال انگلستان)
دیوید گارلند (انگلیسی: David Garland؛ زادهٔ ۱۸ ژوئن ۱۹۴۸) بازیکن فوتبال اهل بریتانیا است.
از باشگاه‌هایی که در آن بازی کرده‌است می‌توان به باشگاه فوتبال گریمزبی تاون و باشگاه فوتبال اسکانتورپ یونایتد اشاره کرد.